# Neshukái
Neshukái (del ruso: Нешукай) es un aúl del raión de Teuchezh en la república de Adiguesia de Rusia. Está situado  a orillas del embalse de Krasnodar, 2 km al nordeste de Ponezhukái y 113 km al noroeste de Maikop, la capital de la república. Tenía 934 habitantes en 2010
Pertenece al municipio Ponezhukáiskoye.

## Historia
Fue fundado en 1845.